# ユニコーン・ストア
『ユニコーン・ストア』（原題：Unicorn Store）は2019年に公開されたアメリカ合衆国のコメディ映画である。監督・主演はブリー・ラーソンが務めた。なお、本作はラーソンの長編映画監督デビュー作でもある。

## 概略
子供の頃、キットはユニコーンの飼い主になることを夢見ていた。大人になったキットは芸術の世界で生きていこうとしたが、どうにも芽が出なかった。挫折したキットはやむなく実家に帰ることにした。ほどなくして、キットの下に謎の商人からの案内状が届いた。キットがその店へ向かうと、商人は「貴方が一人前の大人であると証明できれば、ユニコーンを売ってあげましょう」と申し出てきた。「子供の頃の夢が叶う」と歓喜したキットだったが、自分が「一人前の大人」ではないことは一応自覚していた。それどころか、どうすれば「一人前の大人」になれるのかも分からなかった。

## キャスト
括弧内は日本語吹き替え
- キット - ブリー・ラーソン（清水理沙）
- セールスマン - サミュエル・L・ジャクソン（石井康嗣）
- グラディス - ジョーン・キューザック（勝生真沙子）
- ジーン - ブラッドリー・ウィットフォード（根本泰彦）
- ヴァージル - ママドゥ・アティエ（関口雄吾）
- ケヴィン - カラン・ソーニ
- ジョニー - メアリー・ホランド
- ゲイリー - ハミッシュ・リンクレイター
- クリスタル - アナリー・アシュフォード
- サブリナ - マーサ・マックアイサック
- マット - クリス・ウィタスキ
- ブロック - ライアン・ハンセン

その他の日本語吹き替えキャスト
細川祥央、おまたかな、吉元里謹、小林達也、山崎重、三井好美、宮本克哉、宇田川紫衣那、谷内健、辻田啓一、武井和歩
- 字幕翻訳 - 高野恵子
- 吹き替え翻訳 - 小泉真理
- 演出 - 丸橋亮介
- 調整 - 秋山栄美子
- 制作 - IMAGICA Lab.

## 製作
2012年8月13日、ミゲル・アルテタ監督の新作映画にレベル・ウィルソンが出演するとの報道があった。2016年8月8日、ブリー・ラーソンが本作の監督と主演を兼任することになったと報じられた。11月、サミュエル・L・ジャクソン、ジョーン・キューザック、ブラッドリー・ウィットフォード、ママドゥ・アティエらがキャスト入りした。12月16日、メアリー・ホランドの出演が決まったと報じられた。
本作の主要撮影は2016年11月に始まり、同年12月9日に終了した。

## 公開
2017年9月11日、本作は第42回トロント国際映画祭でプレミア上映された。2019年1月31日、Netflixが本作の配信権を獲得したと報じられた。2019年4月5日に全世界で配信開始された。

## 評価
本作は批評家から好意的に評価されている。映画批評集積サイトのRotten Tomatoesには69件のレビューがあり、批評家支持率は61%、平均点は10点満点で5.85点となっている。サイト側による批評家の見解の要約は「『ユニコーン・ストア』を存分に楽しめるのは奇抜な色彩感覚を許容できる人だけだろうが、ストーリー自体は万人受けするものである。同作はブリー・ラーソンが映画監督としても活躍できる可能性を示唆している。」となっている。また、Metacriticには16件のレビューがあり、加重平均値は44/100となっている。